# Yenokavan
Yenokavan es una localidad del raión de Ijevan, en la provincia de Tavush, Armenia, con una población censada en octubre de 2011 de 537 habitantes. 
Se encuentra ubicada en el centro de la provincia, a poca distancia del río Agstev —cuenca hidrográfica del río Kurá— y de la frontera con Azerbaiyán.